# Karl Bartholomaeus Heller
Karl Bartholomaeus Heller (20 de novembro de 1824 - 14 de dezembro de 1880) foi um botânico e naturalista austríaco que explorou o México em 1845-48 e publicou suas memórias. No último ano Johann Jakob Heckel publicou sobre o peixe vivo de água doce espada verde (Xiphophorus helleri), desde o início do século XX um peixe comum de aquário, a partir de espécimes depositados por Heller em Viena. Nascido na Morávia, Heller foi professor do Theresianum em Viena. Entre as obras posteriores de Heller está a sua defesa do darwinismo, Darwin und der Darwinismus, 1869.